# Пазете се от Батман
„Пазете се от Батман“ (на английски: Beware the Batman) е американски компютърно анимиран сериал, базиран на героя на ДиСи Комикс - Батман. Премиерата му в Съединените щати по Cartoon Network е на 13 юли 2013 г. като част от блока DC Nation. През октомври 2013 г. внезапно е махнат от програмата на канала, като 15 епизода остават неизлъчени. През май 2014 г. се завръща като част от блока Toonami по Adult Swim, където се излъчват и останалите 15 епизода. Последните 7 епизода се налага да бъдат излъчени наведнъж, поради „данъчно отписване“ на сериала от страна на Cartoon Network, при което каналът загубва правата за излъчване на сериала.

## Предпоставка
Закрилникът Батман, заедно с помощниците си Катана и Алфред Пениуърт, се бори с престъпността в град Готъм.

## Актьорски състав

### Главен състав
- Антъни Рувивар – Брус Уейн/Батман
- Джей Би Бланк – Алфред Пениуърт
- Сумали Монтано – Катана
- Къртууд Смит - Лейтенант Джеймс Гордън

### Второстепенен състав
- Джеф Бенет – Саймън Стаг
- Грей ДеЛайл – Гаргата
- Брайън Джордж – Професор Прасе
- Удо Кир – Господин Жабок
- Уолъс Лангам – Анархията
- Ланс Редик – Рейш Ал Гул
- Тара Стронг – Барбара Гордън
- Крий Съмър – Бетъни Рейвънклоу
- Гари Антъни Уилямс – Майкъл Холт